# Chalcolepidius limbatus

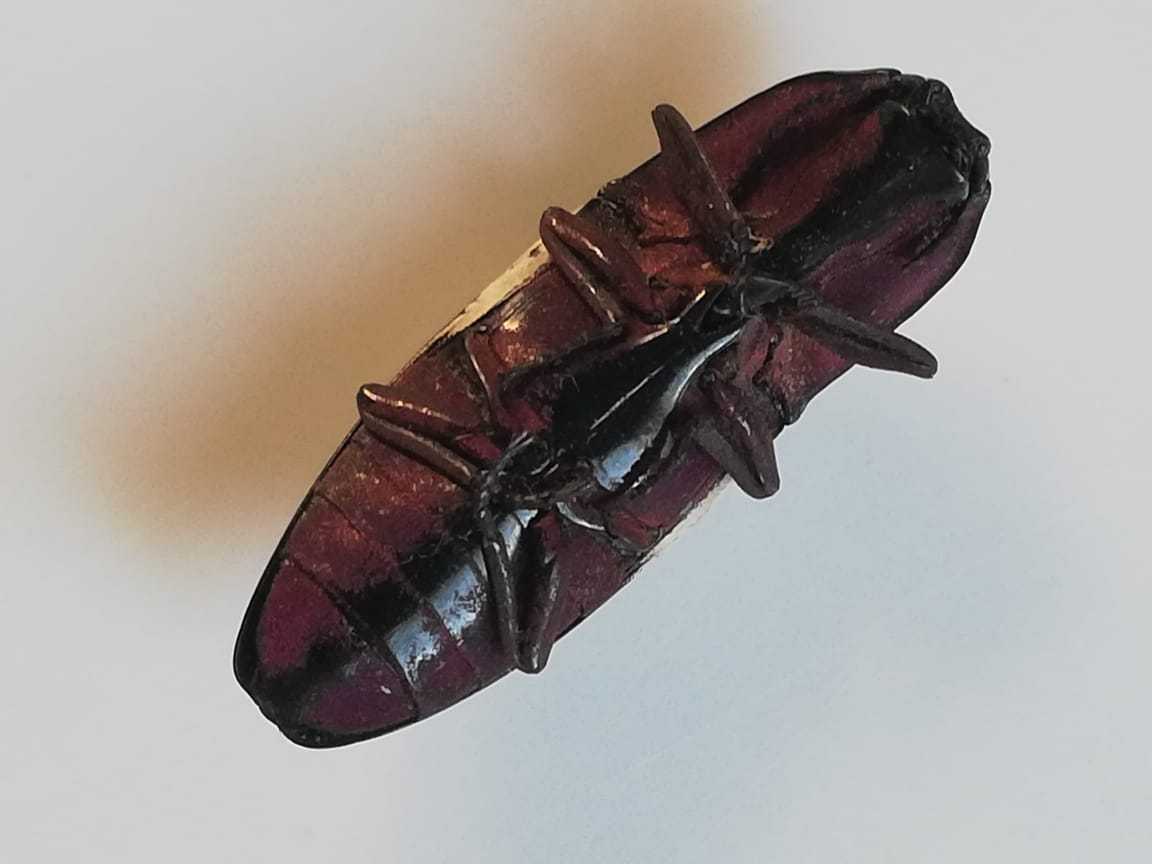
Encontrado en Recreo, Santa Fe, Argentina.

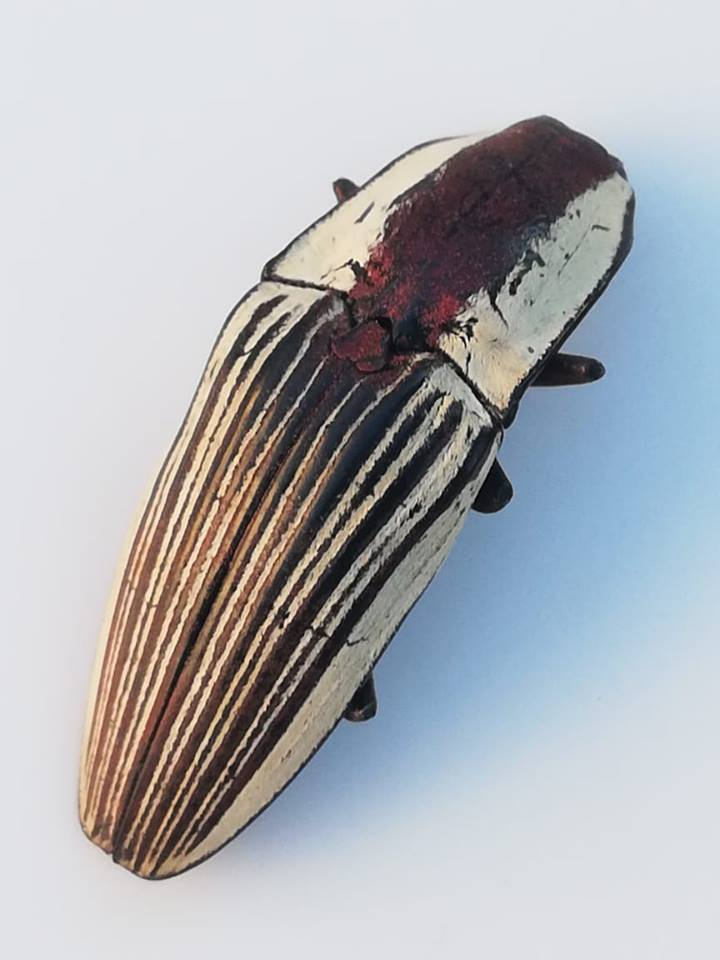
Encontrado en Recreo, Santa Fe, Argentina.

Chalcolepidius limbatus es una especie de escarabajo en la familia Elateridae.
En La República Bolívariana de Venezuela, también se ha encontrado esta especie. 
En el estado Anzoátegui,ciudad del Tigre y en Guanta.    
En Manta,  Ecuador se encontró también especie.  

## Descripción
Alcanza una longitud de aproximadamente 3 cm (1,2"). La coloración es muy variable y puede ser de color verde, oliva marrón o amarillento. Muestra las rayas laterales en el pronoto.

## Distribución
Esta especie se encuentra en Argentina